# Estación Toranomon
La Estación Toranomon (虎ノ門駅) es una estación de metro en la Línea Ginza del Metro de Tokio. Está ubicado entre Toranomon en Minato  y Kasumigaseki en Chiyoda.

## Infraestructura
La estación posee dos andenes laterales para el servicio de pasajeros

## Historia
La estación se inauguró el 18 de noviembre de 1938 como el término este de la sección original del Ferrocarril Rápido de Tokio desde Aoyama-Rokuchōme (ahora Omotesandō). Se convirtió en una estación de paso cuando la línea se extendió a Shimbashi el 15 de enero de 1939.
Las instalaciones de la estación fueron heredadas por el Metro de Tokio después de la privatización de la Autoridad de Tránsito Rápido de Teito (TRTA) en 2004.

## Galería

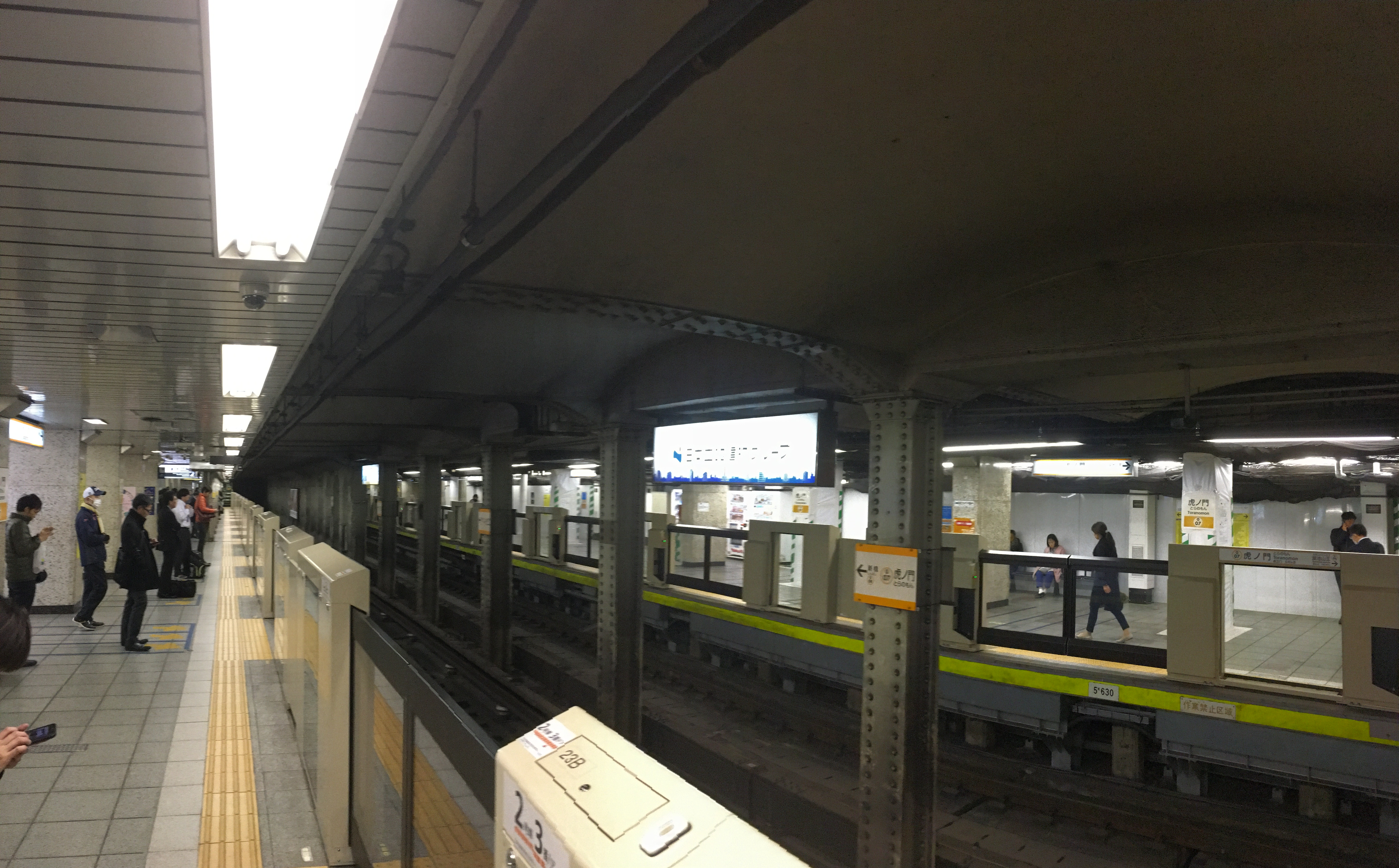
Andenes, 2019
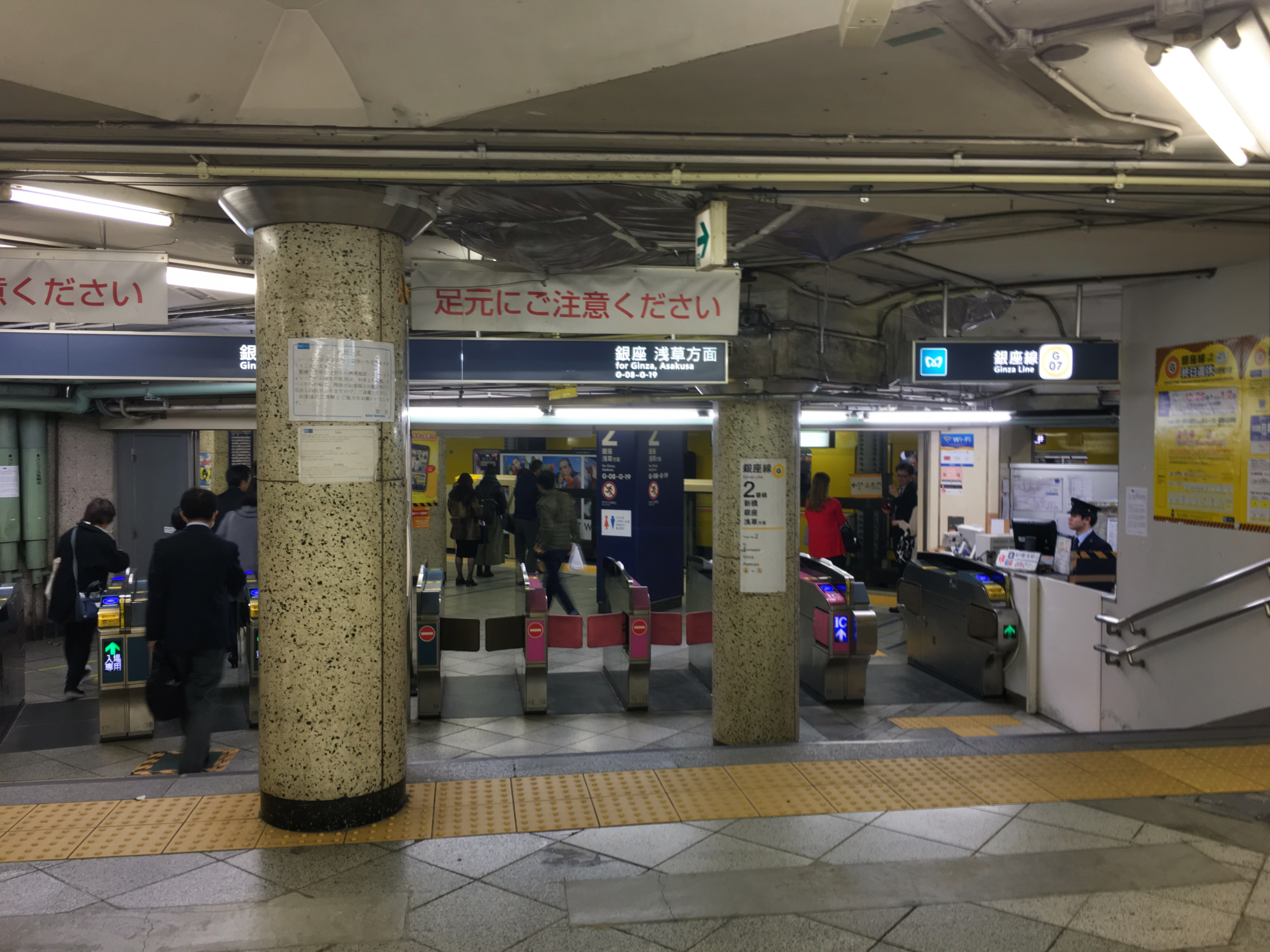
Validadores, 2019
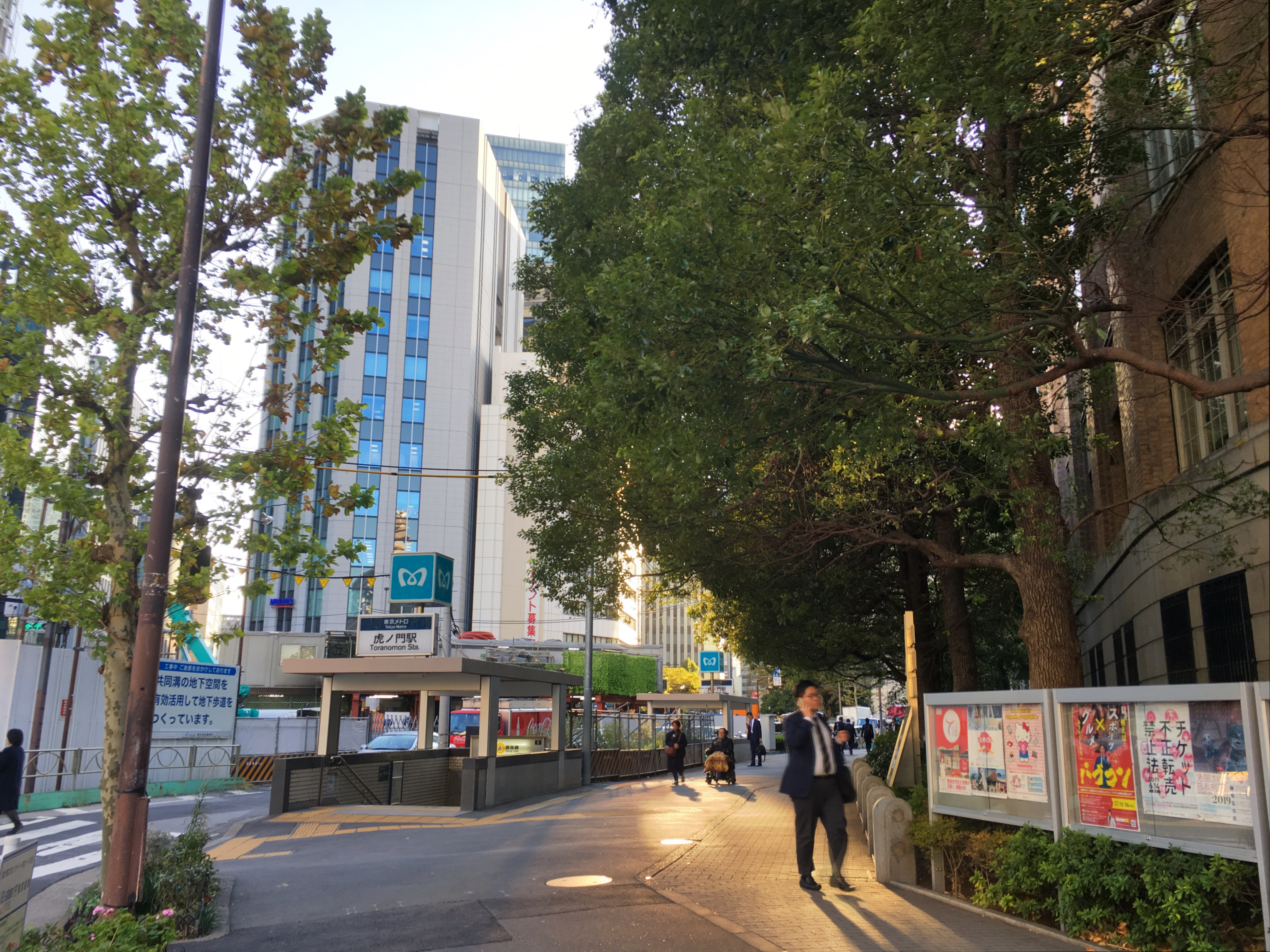
Salida N°6, 2019

## Estaciones adyacentes
| « Anterior                | « Anterior                | Siguiente »           | Siguiente »           |                    |
| Metro de Tokio            | Metro de Tokio            | Metro de Tokio        | Metro de Tokio        | Metro de Tokio     |
| Línea Ginza (G-07)        | Línea Ginza (G-07)        | Línea Ginza (G-07)    | Línea Ginza (G-07)    | Línea Ginza (G-07) |
| ------------------------- | ------------------------- | --------------------- | --------------------- | ------------------ |
| Tameike-Sannō (a Shibuya) | Tameike-Sannō (a Shibuya) | Shimbashi (a Asakusa) | Shimbashi (a Asakusa) |                    |